# Terrera Ventura
El poblado eneolítico Terrera Ventura es un yacimiento arqueológico perteneciente a la llamada Cultura argárica, situado en Tabernas, Almería, España.  
Este yacimiento arqueológico está vinculado, por otro lado, a la denominada Cultura de Almería, un concepto establecido hace varias décadas a partir de estudios sobre el sustrato indígena del Neolítico Final en el sureste de la península ibérica. Su área de influencia se extiende desde el este de Granada hasta la zona comprendida entre Almería y Murcia, con el asentamiento de Los Millares (Santa Fe de Mondújar, Almería) como epicentro. Otros yacimientos destacados incluyen Almizaraque (Cuevas de Almanzora, Almería), El Tarajal (El Barranquete, Almería), Fuente Bermeja (Antas, Almería) y Ciavieja (El Ejido, Almería), entre otros.

## Contexto geográfico
Se encuentra en la Comarca de Tabernas, a un kilómetro de la localidad de Tabernas y a 30 km de Almería. Se sitúa en una loma de perfil lenticular con una altitud máxima de 397,47 metros sobre el nivel del mar. Su entorno está caracterizado por un paisaje árido con suelos xerorendsinos y grises subdesérticos, intensamente erosionados por las lluvias torrenciales. La Rambla de Los Molinos, un afluente del río Andarax, recorre la base del farallón donde se asienta el poblado. 
La vegetación predominante es escasa, compuesta por atochas, albardas y chumberas. La doctora Maria Hopf, del Römisch-Germanische Zentralmuseum de Mainz, identificó la presencia de Pinus pinaster, Olea europaea y Fraxinus, a partir del análisis de madera carbonizada que realizó, evidenciando que existían ya en torno al 4.490 B.P. 
Según los estudios faunísticos y arqueológicos, es probable que la zona contara con cursos de agua intermitentes y una mayor presencia de vegetación, con arboledas en los valles y laderas montañosas. La degradación del paisaje se atribuye a la acción humana, con la deforestación y el pastoreo como factores clave en la transformación del ecosistema.

## Historia
El yacimiento ha sido estudiado desde el siglo XX por arqueólogos y prehistoriadores. Descubierto en 1929 por el poeta almeriense Modesto García Contreras, que observó una gran cantidad de fragmentos de vasijas esparcidos en la zona mientras realizaba un recorrido por el lugar. Posteriormente, informó de su hallazgo al investigador Juan Cuadrado, arqueólogo, quien realizó la primera intervención del lugar.
De manera previa a las campañas que se realizaron entre 1972 y 1975, se documentan sólo dos intervenciones realizadas por Juan Cuadrado en 1944, con resultados publicados en años posteriores, por otro lado, Julio Martínez Santa - Olalla, Comisario General de Excavaciones Arqueológicas, también lo hizo entre los años 1947 y 1950, pero los resultados no fueron publicados íntegramente. 
La primera intervención consistió en un sondeo de pequeñas dimensiones en el extremo sur del yacimiento. Las excavaciones posteriores se centraron en la zona suroeste del asentamiento, aunque sus resultados no fueron publicados, excepto por una breve reseña presentada por Santa-Olalla en el V Congreso Arqueológico del Sureste y I Nacional de Arqueología, celebrado en Almería en 1949. 
En los años 70, Francesc Gusi i Jener y Carme Olaria Puyoles dirigieron nuevas excavaciones, documentando detalladamente la secuencia ocupacional del yacimiento. 
El yacimiento presenta diversas particularidades arqueológicas, entre las que destacan la tipología de sus viviendas, la producción cerámica y los objetos relacionados con la industria lítica, ósea y textil. Una de sus principales singularidades es la presencia de una necrópolis de tholos, única en la zona, compuesta por enterramientos con grandes cámaras circulares. Esta misma forma geométrica fue utilizada en las primeras viviendas del poblado, construidas con barro y elementos vegetales sobre zócalos de piedra. Con el tiempo, estas estructuras evolucionaron hacia edificaciones de planta cuadrada, más amplias y complejas, con paredes de mampostería.
La producción cerámica en Terrera Ventura se caracterizó por su uniformidad y continuidad, reflejando una sociedad con modos de vida tradicionales y estructuras socioeconómicas estables. Influenciada por la cultura del cercano poblado de Los Millares, se han identificado 44 tipologías cerámicas, de las cuales un 95 % corresponde a piezas lisas y sin decoración, mientras que el 5 % restante incluye cerámicas decoradas.  
En 2021, el Consejo de Gobierno de la Junta de Andalucía aprobó la inscripción del yacimiento arqueológico de Terrera Ventura en el Catálogo General del Patrimonio Histórico Andaluz como Bien de Interés Cultural, bajo la tipología de Zona Arqueológica.

## Fases de ocupación
Este yacimiento exhibe una secuencia estratigráfica que evidencia cuatro fases de ocupación principales, abarcando desde el Neolítico Final hasta el Bronce Antiguo. Estas fases reflejan la evolución cultural y tecnológica de las comunidades que habitaron el sitio, manifestando cambios en las prácticas constructivas, la producción cerámica y el desarrollo de la metalurgia.
- Fase I: Corresponde al Neolítico Final. Durante este período, se documentaron viviendas de planta semicircular excavadas directamente en la roca, con diámetros que alcanzaban más de 5 metros. Las estructuras probablemente se construyeron con barro y materiales vegetales. La cerámica asociada es mayoritariamente lisa, aunque se han encontrado fragmentos decorados con almagra o pintura roja. Las formas más comunes incluyen platos, cuencos semiesféricos y vasos globulares. La industria lítica es escasa, mientras que los utensilios óseos, como punzones, espátulas y retocadores, son más abundantes. [6]

- Fase II: Asociada al Calcolítico Antiguo. En esta etapa, las estructuras habitacionales muestran mejoras constructivas, combinando plantas semicirculares y cuadrangulares, con paredes elevadas sobre zócalos de mampostería regular. Se identifican hogares de planta cuadrada en el interior de las viviendas y grandes depósitos de agua o cisternas excavadas en el sustrato geológico. La cerámica mantiene formas tradicionales, predominando las piezas lisas, aunque aumenta la producción decorada con motivos puntillados, incisos y pintados. La industria lítica sigue siendo limitada, mientras que los objetos óseos incluyen piezas fabricadas sobre placas de hueso y falanges de ovicápridos, algunas interpretadas como representaciones cultuales. [6]

- Fase III: Corresponde al Calcolítico Pleno. En esta fase, se observa una diversificación tipológica de los objetos cerámicos, incluyendo la aparición de formas campaniformes prototípicas. La industria ósea muestra una mayor calidad en la manufactura debido a innovaciones técnicas, y se introducen nuevos objetos de carácter ritual, como los ídolos-falange. [6]

- Fase IV: Identificada con el Bronce Antiguo. Durante este período, el asentamiento experimenta una reorganización del espacio habitacional, con estructuras más robustas y la incorporación de nuevos elementos culturales. La cerámica continúa evolucionando, y se registra un aumento en la producción y uso de objetos de bronce. [7]

## Intervenciones arqueológicas
El yacimiento fue excavado por primera vez en 1950 por Julio Martínez Santa-Olalla, quien recibió una subvención de 10.000 pesetas para sus trabajos arqueológicos. Desde entonces, Terrera Ventura ha sido objeto de diversos estudios que han contribuido a esclarecer su cronología y la relación con otras comunidades del sureste peninsular.
Entre las investigaciones más destacadas, se encuentran los estudios de Gusi y Olària (1991), que analizaron las conexiones entre Terrera Ventura y la cultura de Los Millares. En 1977, Driesch y Morales realizaron excavaciones centradas en el estudio de restos faunísticos, lo que aportó información valiosa sobre la dieta y la explotación de los recursos naturales por parte de los habitantes del yacimiento. Posteriormente, Gusi y Olària i Puyoles (1991) publicaron un estudio exhaustivo sobre el asentamiento, financiado por el Ministerio de Cultura. 
En 1993, Gusi realizó dataciones por carbono-14 lo que permitió establecer una ocupación continua de aproximadamente 645 años. Se han identificado tres fases crono-culturales principales, basadas en el análisis estratigráfico y en la correlación entre la cultura material y las dataciones radiocarbónicas. Se analizaron un total de 26 muestras de diferentes niveles del yacimiento, de las cuales 21 proporcionaron fechas válidas. Las pruebas fueron realizadas en diversos laboratorios internacionales, incluyendo Teledyne Isotopes (EE.UU.), Naturwissenschaftliche Laboratorien (Alemania) y el Laboratorio de Geocronología del Instituto de Química Física Rocasolano (CSIC, España). Si bien la estructuración cronológica presenta cierta rigidez teórica, esta periodización se considera una hipótesis de trabajo válida hasta que nuevas excavaciones o análisis permitan afinar la secuencia cultural del yacimiento.

## Centro de Interpretación Terrera Ventura y Desierto de Tabernas

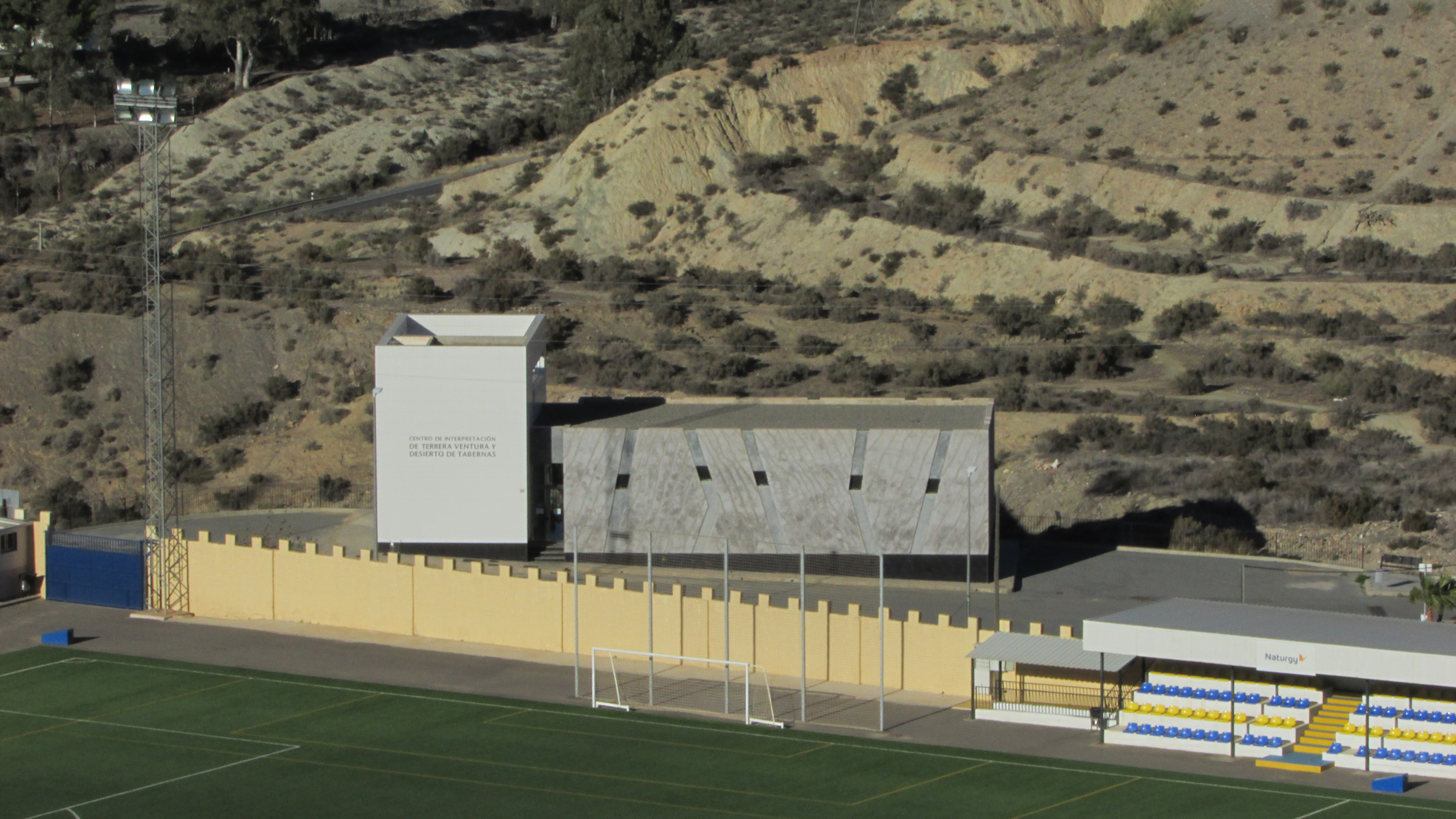
Centro de Interpretación Terrera Ventura

Se ubica detrás del Castillo de Tabernas, es una estructura que emula la forma de la turbidita, una facies sedimentaria que se deposita por la avalancha submarina que redistribuye grandes cantidades de sedimentos plásticos que provienen del fondo del mar. Es el primer Centro de Interpretación que pone en valor el Desierto de Tabernas, siendo un elemento único en Europa el desierto. La composición del centro desarrolla la conformación del desierto de Tabernas, además de la evolución de la vida de los pobladores de este asentamiento y las consecuencias por las que abandonaron el poblado.  
El recorrido comienza con una presentación en vídeo que introduce al visitante en un viaje a través del tiempo, abarcando desde la actualidad hasta el III milenio a. C. Este audiovisual contextualiza la primera sala del centro, donde se expone información sobre la sociedad del Calcolítico en Almería, con especial énfasis en la comunidad que habitó el yacimiento de Terrera Ventura. En esta primera sección, se presentan paneles interpretativos y réplicas arqueológicas de diversas piezas, permitiendo a los visitantes conocer las formas de vida de esta sociedad prehistórica. 
La segunda sala del centro está dedicada a la formación geológica del Desierto de Tabernas, abordando sus características endémicas, su fauna y flora, y estableciendo comparaciones con otros desiertos a nivel mundial. Esta sección incluye una colección de fósiles que ilustran los procesos geológicos y erosivos responsables de la configuración actual del paisaje. El centro de interpretación constituye un recurso educativo y cultural fundamental para el conocimiento del pasado prehistórico y geológico de la región, facilitando la divulgación de su patrimonio a través de exposiciones interactivas y material didáctico.

## Restos arqueológicos
Los restos arqueológicos de Terrera Ventura reflejan una sociedad que combinaba la ganadería con la caza, la producción de cerámica con la experimentación en metalurgia y el aprovechamiento de los recursos naturales con la especialización artesanal. A lo largo de sus 700 años de ocupación, los habitantes del yacimiento desarrollaron nuevas estrategias económicas y tecnológicas en respuesta a su entorno. 
Respecto a la cerámica, alimentación y almacenamiento, la cerámica hallada en el yacimiento muestra una evolución en la producción y en sus usos, lo que permite entender la manera en que los habitantes gestionaban la alimentación y el almacenamiento de recursos. La presencia de cerámica sin decoración, utilizada para conservar agua, granos y otros productos agrícolas, sugiere un sistema básico de abastecimiento a largo plazo, necesario para la subsistencia en un entorno donde la sequía, como se ha podido observar respecto a las condiciones climatológicas en anteriores apartado, podía ser un factor de riesgo. Por otro lado, la cerámica con decoración revela aspectos simbólicos y de intercambio. La cerámica incisa-puntillada, con patrones geométricos, aparece en contextos domésticos y funerarios, lo que indica que su uso no se limitaba a la cocina, sino que también tenía un valor ritual o social. La cerámica almagra, con su característico tono rojizo debido a la presencia de óxidos de hierro, muestra similitudes con la cerámica de otros yacimientos del sureste peninsular, lo que sugiere contacto cultural entre distintas comunidades.
Relacionando la industria Lítica, ósea y su relación con la caza y la agricultura, las herramientas encontradas revelan un aprovechamiento de los recursos naturales tanto en la caza como en la agricultura. Hachas pulimentadas utilizadas para cortar madera sugieren la existencia de estructuras construidas con este material y la necesidad de combustible para cocinar y calentar los hogares. El hallazgo de restos de pinos (Pinus pinaster), olivos (Olea europaea) y fresnos (Fraxinus) apoya esta idea, ya que estos árboles proporcionaban madera resistente y aceitunas como recurso alimenticio.
En cuanto a la caza, la presencia de puntas de flecha y microlitos de sílex indica que, aunque la ganadería era una fuente estable de alimento, la caza seguía siendo una actividad complementaria. El hallazgo de restos de ciervo (Cervus elaphus) y corzo (Capreolus capreolus) en diferentes niveles del yacimiento confirma que estos animales eran una parte importante de la dieta, cazados en los bosques cercanos.
Los objetos óseos hallados, como agujas y punzones, demuestran el trabajo con pieles y tejidos, probablemente de lana de oveja o cabra. La existencia de pesas de telar confirma que los habitantes del yacimiento confeccionaban sus propias vestimentas, lo que refuerza la idea de una comunidad autosuficiente en términos de producción de bienes básicos.
En la fase final  aparecen evidencias de una metalurgia incipiente, lo que marca una transformación en la producción material. Se han encontrado punzones de cobre y restos de escorias, lo que sugiere que los habitantes del yacimiento no solo obtenían herramientas metálicas a través del intercambio, sino que comenzaban a experimentar con la producción local. El impacto de la metalurgia en la economía es evidente, mientras que las herramientas de piedra seguían en uso, la introducción del cobre permitió fabricar objetos más duraderos y especializados.
En cuanto a la ganadería, el análisis de los restos faunísticos muestra un equilibrio entre ganadería y caza, reflejando una economía diversificada. Entre las especies domesticadas destacan vacas (Bos taurus), ovejas (Ovis aries) y cabras (Capra hircus). La distribución de los huesos en diferentes sectores del yacimiento indica que el ganado era aprovechado en múltiples aspectos: alimentación, obtención de pieles y producción de leche. La caza complementaba la dieta y aportaba materias primas adicionales. Además de los ciervos y corzos, se han encontrado restos de jabalíes (Sus scrofa), cabras montesas (Capra pyrenaica), linces ibéricos (Lynx pardina) y osos pardos (Ursus arctos), lo que indica un entorno natural variado donde la caza era una actividad frecuente.
Además de la carne de mamíferos, los habitantes de Terrera Ventura incorporaban a su dieta otros recursos disponibles en el entorno. Se han identificado 16 especies de moluscos, algunas de ellas utilizadas como alimento, mientras que otras, como las Glycimeris, podrían haber sido empleadas con fines ornamentales o simbólicos. Las aves también formaban parte del ecosistema del yacimiento, ya sea como fuente de alimento o por su presencia en el entorno inmediato. Se han registrado restos de perdiz (Alectoris rufa), paloma bravía (Columba livia) y zorzal (Turdus philomenos), especies que probablemente eran cazadas para consumo humano.
Los análisis paleobotánicos indican que el entorno era más húmedo que en la actualidad, con una mayor cobertura forestal. La presencia de árboles como olivos, pinos y fresnos sugiere que los recursos naturales eran suficientes para sostener la actividad agrícola y ganadera. Sin embargo, la necesidad de almacenamiento de alimentos en cerámica indica que las comunidades debían planificar el consumo para afrontar periodos de menor disponibilidad. El cambio progresivo en el paisaje, con una reducción de la vegetación, podría haber influido en la organización del asentamiento y en la necesidad de desarrollar nuevas estrategias de subsistencia, como la intensificación de la ganadería o la búsqueda de intercambios con otros grupos.